# لويد مكنيل
لويد مكنيل (بالإنجليزية: Lloyd McNeill)‏ هو عازف جاز وفنان أمريكي، ولد في 1935 في واشنطن العاصمة في الولايات المتحدة.

## وصلات خارجية
- لويد مكنيل على موقع ميوزك برينز (الإنجليزية)
- لويد مكنيل على موقع أول ميوزيك (الإنجليزية)
- لويد مكنيل على موقع ديسكوغز (الإنجليزية)